# San Isidro (Alicante)
San Isidro es un municipio de la Comunidad Valenciana, España. Situado en el sur de la provincia de Alicante, en la comarca de la Vega Baja del Segura. Cuenta con una población de 2312 habitantes (INE 2024). Se trata de un municipio hispanófono, en el que el español cuenta con el predominio lingüístico reconocido legalmente.

## Geografía
El término se extiende desde la vertiente meridional de la sierra de Albatera hasta el centro de la huerta de Orihuela. 
Comunica con las siguientes localidades: Albatera, Catral, Granja de Rocamora y Crevillente. Destaca en el término municipal el cabezo pardo, a pocos metros del centro urbano. Además el municipio cuenta con un palmeral de tamaño considerable.

## Historia
El origen de San Isidro se halla vinculado a los proyectos de fundación agrícolas surgida al amparo del Instituto Nacional de Colonización, durante los años 1950 en plena Dictadura franquista. En 1952 se puso en marcha la transformación de terrenos improductivos, bonificando los saladares circundantes y estableciendo una red de regadío. Del proyecto de la población se encargó el arquitecto Fernández del Amo. En 1956 se empezaron a entregar las nuevas viviendas y lotes de tierras a los que iban a ser sus vecinos. El núcleo urbano se encontraba dentro del término municipal de Albatera, municipio del que siguió dependiendo durante las siguientes décadas con el nombre de San Isidro de Albatera. Finalmente, en 1993 y a instancia del Partido socialista de Albatera, se independizaba de Albatera, formando un municipio independiente.
San Isidro ha sido cuna de innumerables personajes célebres, como el Frasquito (cantautor), Rubén Rayos (futbolista), La Susi (mesera y teóloga) o Santos González ciclista, que han convertido al pueblo alicantino en uno de los referentes de la cultura de la comarca vegabajense.

## Geografía humana

### Demografía
Cuenta con una población de 2312 habitantes (INE 2024).
| Gráfica de evolución demográfica de San Isidro entre 2001 y 2021 |
| |
| Población de derecho según los censos de población del INE Población de hecho según los censos de población del INEEntre el censo de 2001 y el anterior, aparece este municipio porque se segrega del municipio 03005 (Albatera) |

## Política
Se constituye como municipio según Decreto 41/1993, de 22 de marzo, del Gobierno Valenciano, por el que se segrega parte del término municipal de Albatera (Alicante) para constituir un municipio independiente con la denominación de San Isidro (Alicante).
| Resultados Elecciones Municipales desde 1.995 Votos (Concejales) |           |         |        |         |
| Año                                                              | PSPV-PSOE | PP      | UV     | EMI     |
| 1995                                                             | 557 (7)   | 202 (2) | -      | -       |
| 1999                                                             | 567 (7)   | 233 (2) | 28 (0) | -       |
| 2003                                                             | 546 (6)   | 326 (3) | -      | -       |
| 2007                                                             | 585 (5)   | 449 (4) | -      | -       |
| 2011                                                             | 653 (5)   | 488 (4) | -      | -       |
| 2015                                                             | 618 (6)   | 270 (2) | -      | 126 (1) |
| 2019                                                             | 736 (7)   | 249 (2) |        |         |
| 2023                                                             | 732 (7)   | 402 (4) |        |         |

| Periodo   | Nombre                                           | Partido |
| --------- | ------------------------------------------------ | ------- |

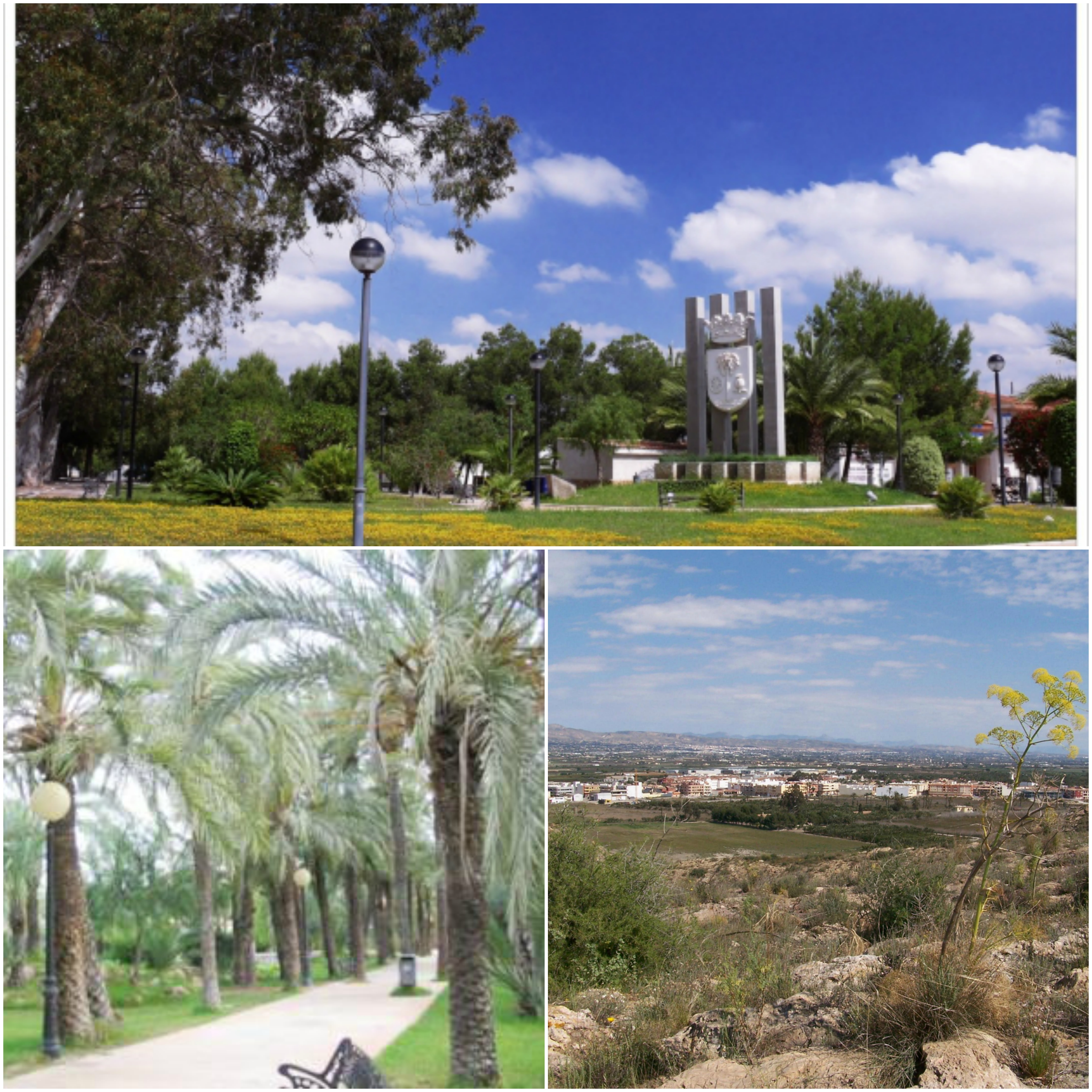

| 1991-1995 | Fernando Morales Giménez                         | PSOE    |
| 1995-1999 | Fernando Morales Giménez                         | PSOE    |
| 1999-2003 | Francisco Gelardo Pascual                        | PSOE    |
| 2003-2007 | Francisco Gelardo Pascual                        | PSOE    |
| 2007-2011 | Fernando Morales Giménez                         | PSOE    |
| 2011-2015 | Fernando Morales Giménez Damián Sabater Culiañez | PSOE    |
| 2015-2019 | Damián Sabater Culiañez                          | PSOE    |
| 2019-2023 | Manuel Gil Gómez Cases                           | PSOE    |
| 2023-act. | Manuel Gil Gómez Cases                           | PSOE    |